# Indirizzo dei 221
(Royer-Collard a Carlo X, 18 marzo 1830)
L’indirizzo dei 221, noto anche come appello dei 221, fu indirizzato dalla Camera dei Deputati al re di Francia Carlo X il 18 marzo 1830, in seguito alla sua richiesta di voler conquistare Algeri con la minaccia di governare in maniera dispotica.
In occasione della apertura della sessione parlamentare avvenuta il 18 marzo 1830, essa esprimeva la sfiducia della maggioranza liberale della Camera, forte di 221 deputati, verso il ministero diretto dal principe di Polignac ed è stato uno dei fattori che portarono alla Rivoluzione di luglio.

## Antefatti

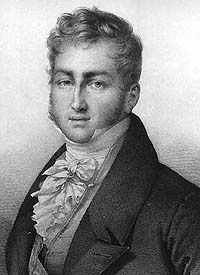
Jules, principe di Polignac

### Il ministero ‘liberale’ del Martignac
Con le elezioni del 17 e 24 novembre 1827, i liberali divennero maggioranza alla Camera dei deputati. Nonostante che nulla lo obbligasse e malgrado le proprie convinzioni, Carlo X, si adeguò affidando, il 5 gennaio 1828, la guida del ministero al semi-liberale visconte di Martignac. Il suo ministero fece votare qualche legge liberale ma, non fu capace di arrestare la montata del liberalismo. Messo in minoranza su una legge di riorganizzazione degli enti locali, si dimise.

### Il ministero Polignac
Carlo X si dichiarò stanco degli abusi dei liberali e decise di imporre le proprie scelte senza tener conto della maggioranza parlamentare: l'8 agosto 1829, nominò ministro degli esteri il principe di Polignac, suo confidente e leader del partito ultrarealista. Polignac emerse rapidamente come la figura leader del ministero. Nel novembre 1829, divenne, finalmente, primo ministro.

#### Campagna stampa contro il governo
L'avvento del governo Polignac precedette, di poco, la fondazione, del quotidiano Le National, il cui primo numero appare il 3 gennaio 1830. Nelle mani di pezzi da novanta quali Thiers, Carrel, Mignet e Sautelet, esso divenne, in breve, la bandiera della maggioranza liberale alla Camera dei Pari. 

La nuova testata si aggiungeva a giornali già ben consolidati, quali Le Globe e Le Temps, oltre ai, liberali ma più moderati, Le Constitutionnel e il Journal des débats.
Il nuovo ministero offriva un obiettivo quasi perfetto della polemica giornalistica e politica. Polignac era figlio della più intima confidente di Maria Antonietta, la allora assai impopolare duchessa di Polignac e, durante la Grande Rivoluzione era stato presso Carlo X a Coblenza. Fra i ministri, conte de La Bourdonnaye, agli interni, era un ultrarealista fra i più estremisti, che, nel lontano 1815, si era segnalato reclamando dei supplizi, dei ferri, dei carnefici. Il maresciallo Bourmont, alla guerra, prima anti-rivoluzionario, poi generale di Napoleone, si era distinto tradendolo alcuni giorni prima di Waterloo.
L'opposizione lanciò indignati clamori: Coblenza, Waterloo, 1815: ecco i tre principi, ecco i tre personaggi del ministero. Giratela dalla parte che volete, da tutte le parti spaventa, da tutte le parti irrita. Spremete, torcete questo ministero, non getta che umiliazioni, sfortune e incubi.
Bertin, figlio del direttore del Journal des débats, pubblicò un celebre articolo, che terminava con un'allora celebre formula: Sfortunata Francia, sfortunato re, ove stigmatizzava  la corte con i suoi antichi rancori, l'emigrazione con i suoi pregiudizi, il sacerdozio con il suo odio della libertà. Portato a processo, Bertin venne condannato dal tribunale correzionale ma assolto in appello. Il giovane duca di Chartres fece una comparsa al processo, cosa che gli costò un forte rimprovero da parte di Carlo X, nel corso di un tempestoso colloquio alle Tuileries.
Nella veemenza della opposizione vi era una buona dose di forzatura. Polignac, presentato come un bigotto fanatico, ossessionato dal diritto divino dei re, era in realtà favorevole ad una monarchia costituzionale, ma considerava che essa fosse incompatibile con una libertà di stampa senza limiti e senza misure. Molti importanti ministri (Courvoisier alla giustizia, Montbel alla pubblica istruzione, Chabrol de Crouzol alle finanze, il barone di Haussez alla marina) assunsero attitudini piuttosto concilianti. Montbel, ad esempio, era un esponente del partito ultra che aveva sostenuto il governo del conte di Villèle, ma aveva mostrato il proprio spirito di moderazione rifiutando di sospendere dall'insegnamento universitario Guizot e Cousin. Quando passò agli interni, venne rimpiazzato, alla pubblica istruzione, da un magistrato liberale, il conte di Guernon-Ranville.
Tuttavia il dado era ormai tratto, e la polemica politica era talmente veemente da estendersi ad episodi del tutto impropri. Si ricorda, in particolare, la questione della supposta proliferazione di incendi che, si sosteneva, infestava la Normandia: l'unica cosa certa è che liberali ed ultra ne profittarono per accusarsene reciprocamente.

#### Le infondate accuse di colpo di Stato
Dal novembre 1829, le voci di Parigi lasciavano intendere che gli ultra intendessero tentare un colpo di Stato, per modificare la Carta in senso conservatore, o per ristabilire puramente e semplicemente la monarchia assoluta. 

Niente permette di affermare che, come sostenuto dall'opposizione, Carlo X e Polignac abbiano voluto ristabilire la monarchia assoluta di prima del 1789.

## Schieramenti ideologici
In verità, ad essere contrapposte nel 1829-30 erano due concezioni della monarchia costituzionale, ovvero due diverse interpretazioni della Carta del 1814: un dibattito che verrà risolto solo con l'avvento della Monarchia di Luglio.

### La posizioneletteralistadel sovrano
Da una parte il sovrano, che pretendeva di attenersi ad una lettura stretta della Carta: per lui, il monarca poteva nominare i ministri di propria scelta e non era tenuto a dimetterli, se non nei due casi previsti dalla Carta (tradimento o concussione).
In punta di diritto, la Carta del 1814 aveva istituito un regime rappresentativo ma non aveva stabilito un regime parlamentare. Nulla, nella Carta, dava alla Camera dei deputati la competenza per interferire nella formazione del ministero, che rappresentava, anzi, una stretta prerogativa reale. Nulla indicava che il ministero dovesse disporre della confidenza della Camera. Certo, una collaborazione fra il ministero e il parlamento era necessaria per legiferare (il governo ha solo l'iniziativa parlamentare mentre il Parlamento ha il monopolio della loro discussione e della loro adozione), con particolare riferimento al voto sul bilancio. 

Ma tale collaborazione non implicava affatto che il governo fosse emanazione della Camera bassa. D'altronde, già nel 1816, un governo moderato, quello del duca di Richelieu, aveva assistito allo scioglimento della Chambre introuvable a maggioranza ultra, della quale esso non era affatto espressione.
Né occorre dimenticare come, ancora al giorno d'oggi, negli Stati Uniti, a regime presidenziale non vi sia necessariamente corrispondenza politica fra il governo e la maggioranza delle Camere. Nonostante che, anche lì, la collaborazione dei poteri sia, nella medesima maniera della Francia del 1830, necessaria per l'opera legislativa.

### La posizioneevoluzionistadella maggioranza liberale
Dall'altra parte, i liberali vorrebbero fare evolvere il regime all'inglese, verso un parlamentarismo che la Carta non ha esplicitamente previsto: essi ritengono che il ministero deve avere la fiducia della maggioranza della Camera dei deputati. Le National, ad esempio, evocava apertamente la 'gloriosa rivoluzione' inglese del 1688. Un esempio che non doveva apparire davvero pacifico al fratello di Luigi XVI, se si considera che alla fine di quella rivoluzione, il re Giacomo II, era stato esiliato e sostituito da Guglielmo d’Orange, marito della di lui figlia Maria.
I teorici del liberalismo, a cominciare da Benjamin Constant, agitano la minaccia del rifiuto del voto sul bilancio, che renderebbe illegale la raccolta delle imposte. La Camera dei deputati potrebbe, così, impedendo al ministero di governare, costringerlo alle dimissioni. Il generale Sebastiani, frequentatore del Palais-Royal, la residenza parigina del duca di Orléans (aveva sposato la nipote della contessa di Genlis), pur ammettendo che la corona ha il diritto di scegliere liberamente i propri ministri, sviluppò alla Camera un'interpretazione del tutto personale delle istituzioni:

## Storia

### L'apertura della sessione parlamentare del 1830
Il 2 marzo 1830, alla apertura della sessione parlamentare, di fronte alle due Camere riunite, Carlo X pronunciò un discorso della corona nel quale annunciò la spedizione di Algeri e minacciò, implicitamente, l'opposizione di governare per ordinanze in caso di blocco delle istituzioni.
L'allusione alla risoluzione di mantenere la pace pubblica rinviava all'art. 14 della Carta del 1814 secondo la quale: «il re [...] fa i regolamenti e le ordinanze necessarie per l'esecuzione delle leggi e la sicurezza dello Stato. Carlo X sottolineò con la voce e il gesto le parole io non dubito del vostro concorso e che io non posso prevedere qui. Capitò che il gesto fosse talmente pronunciato da far cadere il copricapo del sovrano ai piedi del trono: lì dove stava il duca di Orléans, che raccolse il copricapo e lo porse al re, con un profondo inchino. Nei mesi successivi, i testimoni non mancarono di sottolineare il carattere premonitore della scena.

Quali che fossero le intenzioni del monarca, l'effetto non fu dei migliori. Come si capì subito non appena la Camera prese a votare i cinque candidati alla propria presidenza, fra i quali il re determinava il prescelto: della cinquina facevano parte tre intimi del duca di Orléans: Royer-Collard, Casimir Périer e Sebastiani.

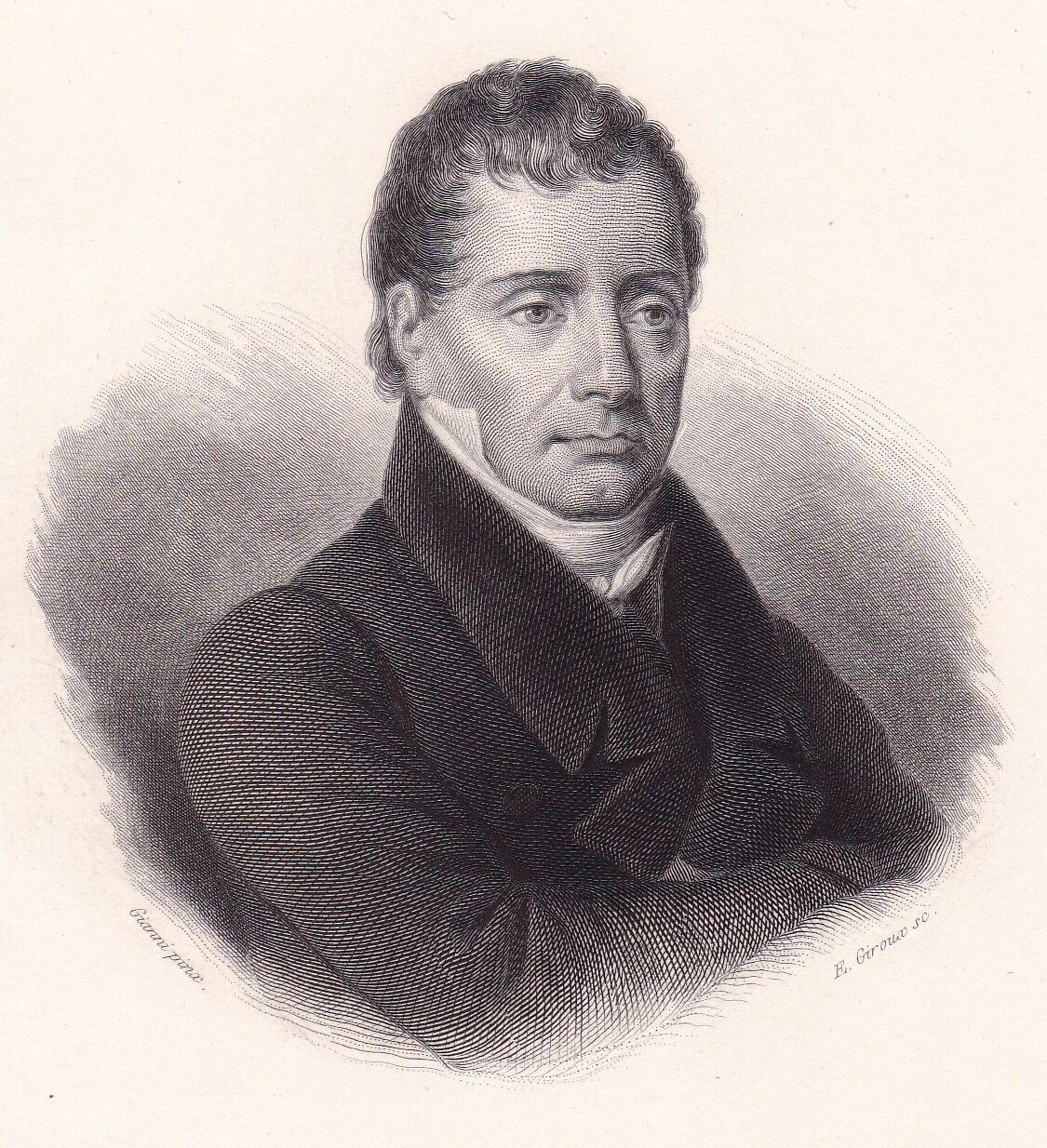
Pierre-Paul Royer-Collard, politico e filosofo francese

### L'indirizzo dei 221
I tempi, tuttavia, richiedevano passi politici chiari: ciò che indusse la Camera ad adottare una mozione chiamata 'indirizzo', in risposta al discorso della corona.
Un progetto di indirizzo, venne elaborato da una commissione parlamentare appositamente nominata. La Camera dei deputati la esaminò il 15-16 marzo. Si trattava di una vera e propria mozione di sfida nei confronti del ministero Polignac e, soprattutto, di una vera e propria richiesta di modifica della Carta verso un regime parlamentare.
Il 16 marzo, la Camera dei deputati mise ai voti il progetto di indirizzo: su 402 votanti, essa ottenne 221 palle bianche (a favore) contro 181 palle nere (contro). L'indirizzo fu adottato. Subito, Méchin, deputato liberale assai vicino a Luigi Filippo, corse al Palais-Royal per portare la notizia al suo protettore, evidentemente già addentro alla cosa.
Due giorni dopo, il 18 marzo a fine mattinata, Carlo X ricevette alle Tuileries la delegazione della Camera dei deputati, guidata dal presidente Royer-Collard, che lesse al monarca l'indirizzo così redatto:
Accorsi alla vostra voce da tutti i punti del vostro reame,noi vi portiamo da tutte le parti, Sire, l’omaggio di un popolo fedele, ancora emozionato di avervi visto il più benefattore di tutti in mezzo alla beneficenza universale, e che riveriscono in voi il modello realizzato delle più toccanti virtù. Sire, questo popolo ama teneramente e rispetta la vostra autorità; quindici anni di pace e di libertà che esso deve al vostro augusto fratello e a voi, hanno profondamente radicato nel suo cuore la riconoscenza che esso attribuisce alla vostra reale famiglia; la sua ragione maturata dall’esperienza e dalla libertà delle discussioni, gli dice che è soprattutto in materia di autorità che l’antichità del possesso è il più santo di tutti i titoli, e che è per la sua felicità come per la vostra gloria che i secoli hanno posto il vostro trono in una regione inaccessibile alle tempeste. La sua convinzione si accorda dunque con il suo dovere per presentargli i diritti sacri della vostra corona come la più sicura libertà garanzia delle sue libertà, e l’integrità delle vostre prerogative, come necessarie alla conservazione dei suoi diritti. 

Ciò nonostante, Sire, in mezzo si sentimenti unanimi di rispetto e di affezione dei quali il vostro popolo vi circonda, si manifesta negli spiriti una viva inquietudine che scuote la sicurezza della quale la Francia ha cominciato a gioire, altera le fonti della sua prosperità, e potrebbe, se si prolungasse, divenire funesta alla sua quiete. La nostra coscienza, il nostro onore, la fedeltà che noi vi abbiamo giurato, e che vi conserveremo sempre, ci impone il dovere di svelarvene la causa.
Sire, la Carta che dobbiamo al vostro augusto predecessore, e della quale Vostra Maestà ha la ferma risoluzione di consolidare il beneficio, consacra, come un diritto, l’intervento del paese nella deliberazione dell’interesse pubblico. Questo intervento doveva essere, è in effetti indiretta, largamente misurata, circoscritta in limiti esattamente tracciati, e che noi non soffriremo mai che si osi tentare di superare; ma esso è positivo nel suo risultato, in quanto esso fa del concorso permanente dei desideri politici del vostro governo con i desideri del vostro popolo la condizione indispensabile del percorso regolare degli affari pubblici. Sire, la nostra lealtà, la nostra devozione, ci condannano a dirvi che tale concorso non esiste. Una diffidenza ingiusta dei sentimenti e della ragione della Francia è oggi il pensiero fondamentale dell’amministrazione; il vostro popolo se ne affligge, poiché essa è per esso ingiuriosa; esso se ne inquieta, poiché essa è minacciosa per le sue libertà. 

Tale diffidenza non saprebbe avvicinare il vostro nobile cuore. No, Sire la Francia non vuole l’anarchia più di quanto voglia il dispotismo; essa è degna che voi abbiate fede nella sua lealtà, come essa ha fede nelle vostre promesse.
Fra coloro che mal conoscono una nazione così calma, così fedele, e noi che, con una convinzione profonda, abbiamo testé deposto nel vostro seno i dolori di tutto un popolo geloso della stima e della confidenza del suo re, che la alta saggezza di Vostra Maestà pronuncia! Le sue reali prerogative hanno piazzato nelle sue mani i mezzi per assicurare fra i poteri dello Stato questa armonia costituzionale, prima e necessaria condizione della forza del trono e della grandezza (grandeur) della Francia.»

## Conseguenze
Carlo X rispose:

### Conseguenze successive
La crisi era nei fatti e Carlo X stabilì di forzarla, pur rimanendo, formalmente, nei limiti del dettato della Carta.
- Cominciò, immediatamente all'indomani, 17 marzo, emettendo un'ordinanza che aggiornava la sessione dei lavori parlamentari al 1º settembre. Si trattava di una mossa conforme all'articolo 50 della Carta, che non prevedeva limitazioni, bensì l'unica tutela di doverla riconvocare entro tre mesi: un tempo che Luigi XVIII aveva ritenuto, evidentemente, sufficiente ad appianare molti contrasti. Quel che mancava, in questo caso, era un possibile terreno di intesa fra due posizioni, quella dei liberali e degli ultra e a prescindere dalla rispettiva fondatezza, decisamente estremiste. E infatti non si addivenne ad alcun compromesso. Può stupire la determinazione con cui il sovrano forzò la crisi che portò alla caduta della dinastia. Ma occorre ricordare che il fratello Luigi XVI fosse caduto proprio a causa di un eccesso di accomodamento nei confronti di una maggioranza recalcitrante. Un esempio ben presente alla sua mente, tanto da fargli pronunciare le famose parole: preferisco salire a cavallo (quello dell'esilio) che in carretta (quella della ghigliottina).[senza fonte]
- Carlo X stabilì di seguire per intero il percorso segnato dall'Art. 50: il 16 maggio 1830 dissolse l'assemblea, contando sul giudizio del popolo per ricostituire una maggioranza a lui favorevole. Ma, nella sorpresa generale, i liberali vinsero le elezioni del 23 giugno e del 19 luglio. In soprannumero, i liberali si videro attribuire 274 seggi, ossia 53 più di quanti ne avessero prima della dissoluzione.[senza fonte]
- Sin qui Carlo X aveva seguito il percorso ‘costituzionale’ indicato dal fratello e predecessore Luigi XVIII. Ma nulla era disposto nel caso in cui le elezioni non avessero sanato il contrasto per cui dare applicazione all'Art. 50. Ne seguiva, giurisprudenzialmente e logicamente, la necessità di dichiarare un vincitore, e chiudere il contrasto. Ma questa non era l'opinione del sovrano e del Polignac, i quali ritennero di potersi servire di un ultimo appiglio: l'Art. 14 che specificava come il re … fa i regolamenti e le ordinanza necessarie per … la sicurezza dello Stato. In pratica un diritto di supplenza legislativa, ma limitato ad interventi per la sicurezza dello Stato. Per giunta, le conseguenti Ordinanze di Saint-Cloud del 25 luglio risultarono gravemente lesive delle opinioni della maggioranza della Camera, e portarono alla Rivoluzione di luglio e alla sua abdicazione.[senza fonte]